# Guerra alle baleniere
Guerra alle baleniere (Whale Wars) è un programma televisivo statunitense in stile docu-reality che segue Paul Watson, fondatore della Sea Shepherd Conservation Society, nelle sue imprese assieme all'equipaggio a bordo delle navi dell'organizzazione, volte a interrompere la mattanza di balene operata dalle baleniere giapponesi al largo delle coste dell'Antartide. Il programma ha debuttato il 7 novembre 2008 sul canale Animal Planet.
In Italia Guerra alle baleniere è stato trasmesso da Sky Italia, Mediaset Premium e il gruppo Discovery World.

## Storia
Nel 2007, Paul Watson ha convinto Discovery Channel a girare un documentario sulla campagna di Sea Shepherd Conservation Society contro le baleniere giapponesi nel Santuario delle balene al largo delle coste dell'Antartide. La flotta giapponese afferma che la loro caccia alle balene è legale in quanto viene praticata per scopi di ricerca scientifica. Sea Shepherd e altre associazioni affermano che ciò sia soltanto una copertura per la caccia a fini commerciali, vietata da una moratoria della IWC del 1986.
Sea Shepherd è stata sia criticata sia lodata per le tattiche di sabotaggio e di azione diretta che comprendono il lancio di bombe puzzolenti di acido butirrico e lo speronamento delle navi.